# St. Brictius (Berk)

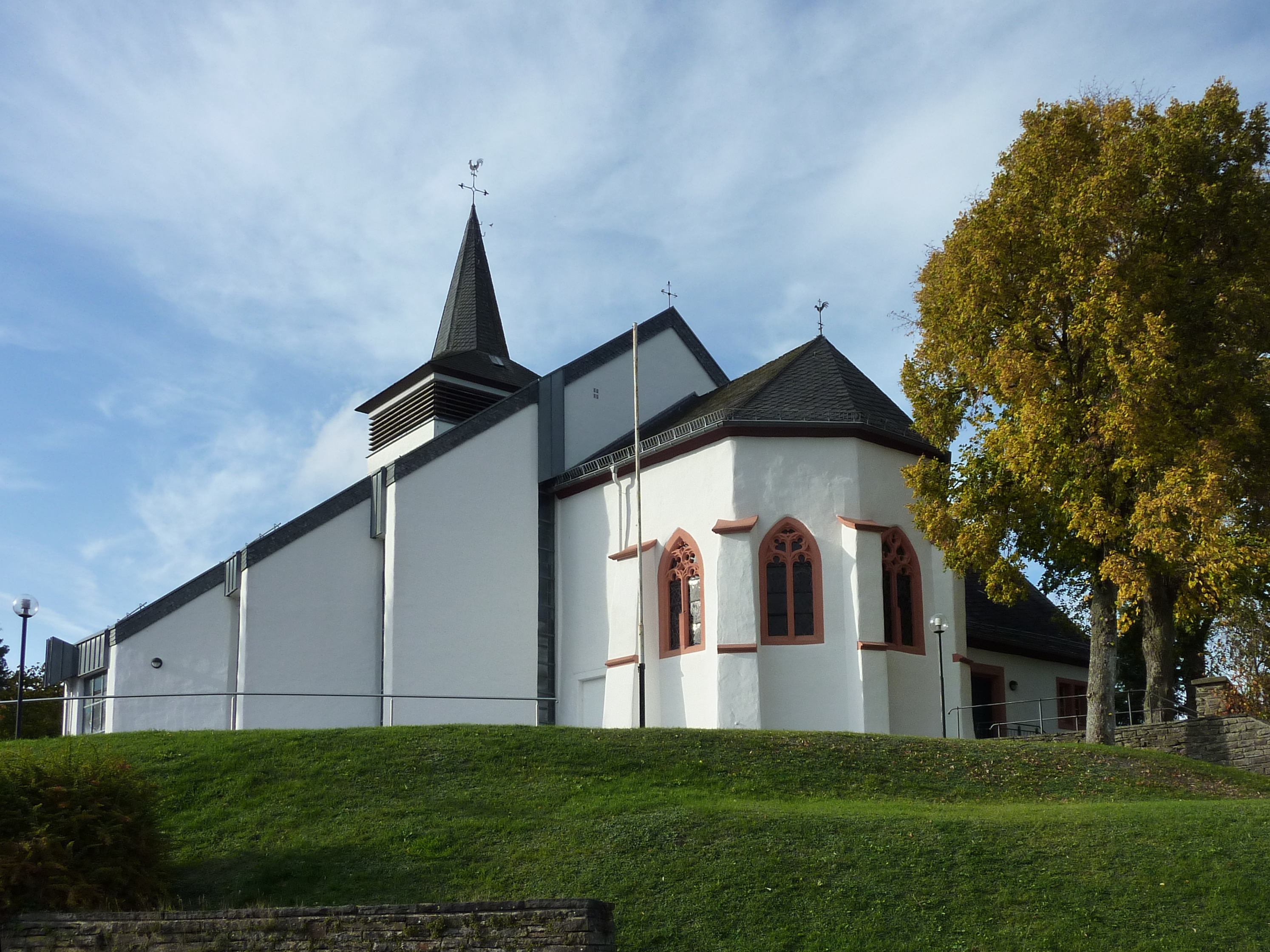
St. Brictius in Berk

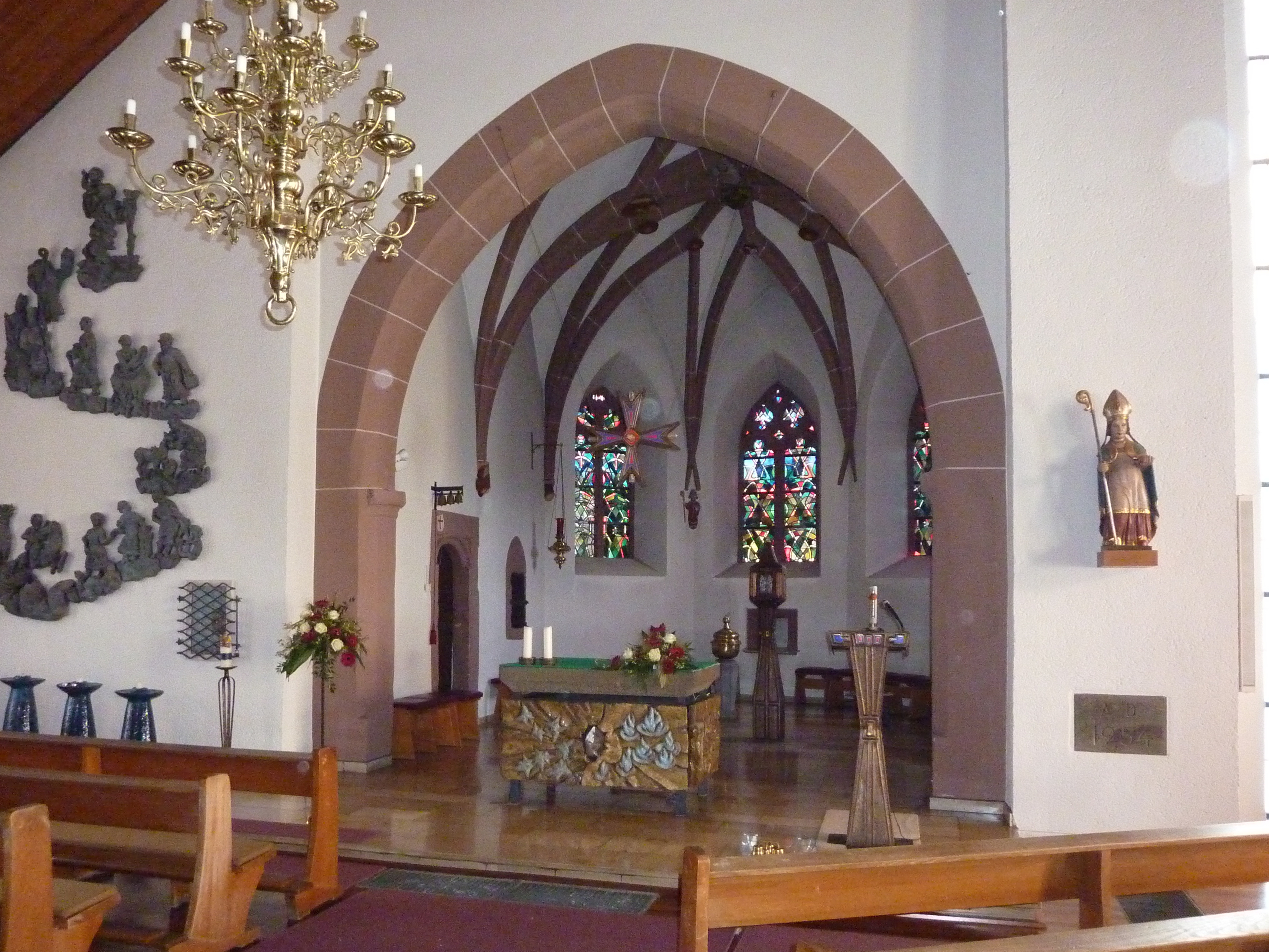
Blick in den Chor

St. Brictius ist die römisch-katholische Pfarrkirche des Ortsteils Berk der Gemeinde Dahlem im Kreis Euskirchen in Nordrhein-Westfalen.

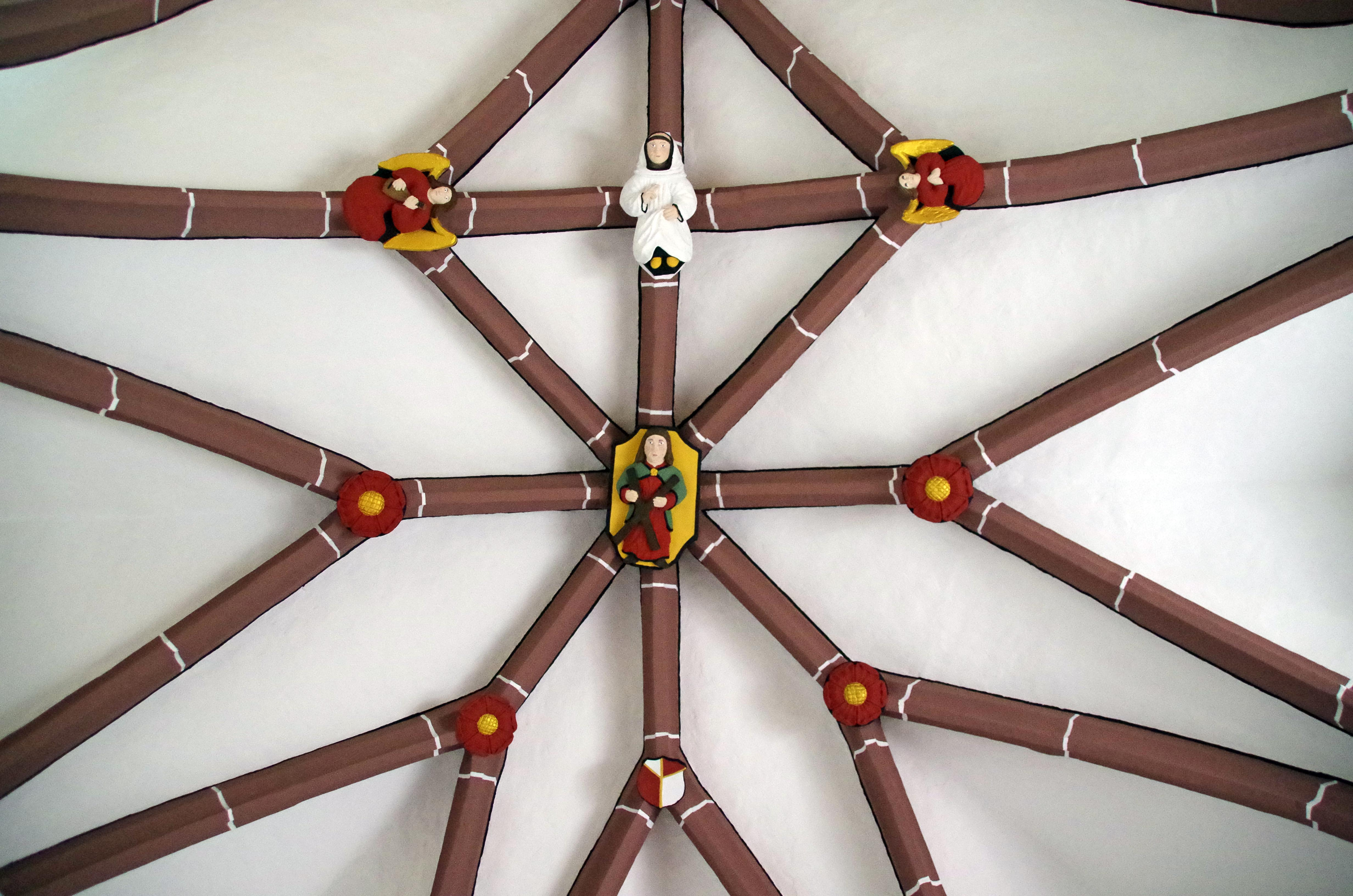
St. Brictius, gotische Gewölberippen im Chor mit figürlichen Darstellungen

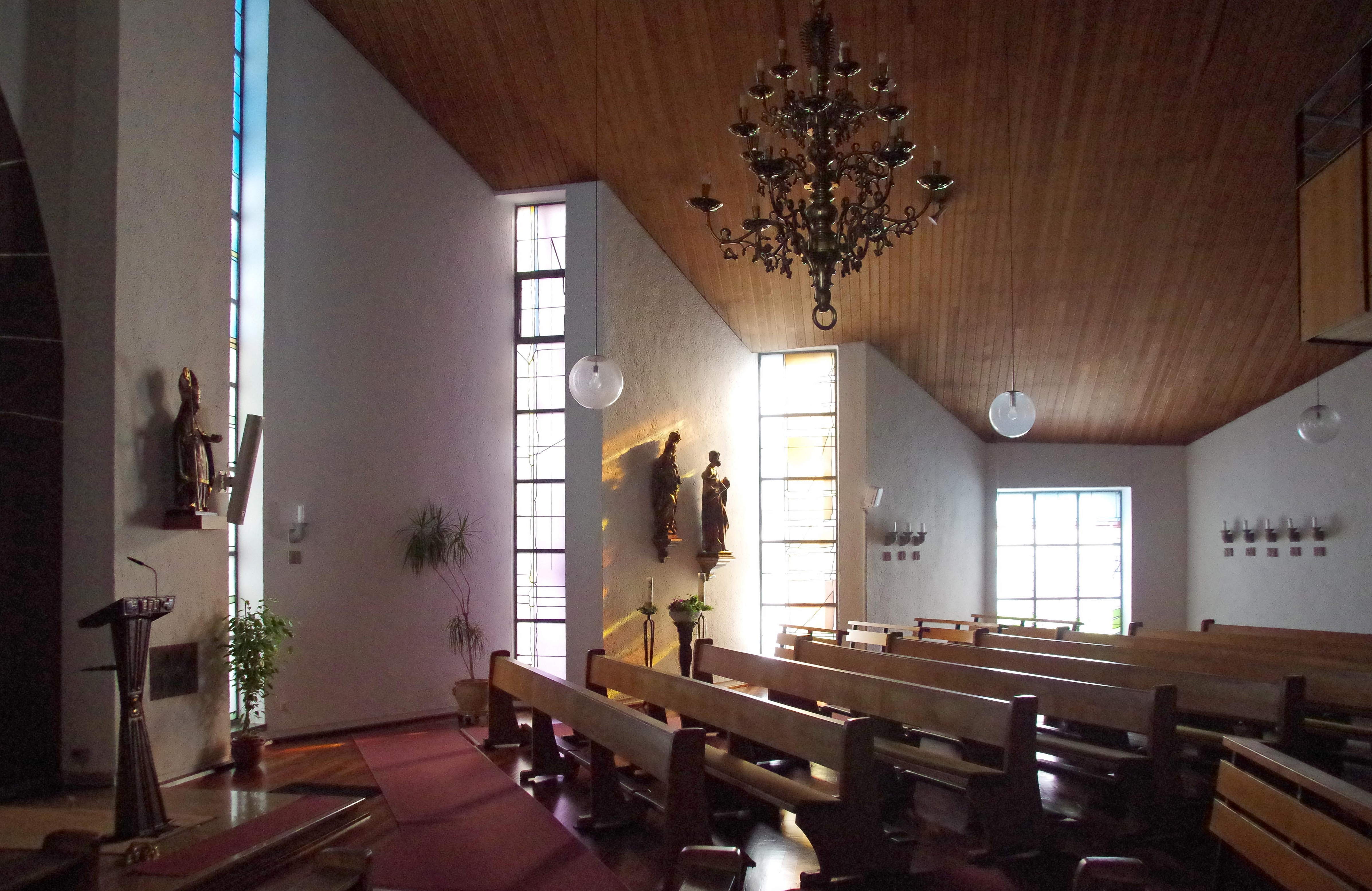
Blick in den modernen Anbau nach Westen

Das Gotteshaus ist dem hl. Brictius von Tours geweiht und als Baudenkmal unter Nummer 70 in die Liste der Baudenkmäler in Dahlem (Nordeifel) eingetragen. Zur Pfarre zählen auch Frauenkron mit der Barbarakapelle, Dietscheid, Metziger Berg und Schopphof.

## Geschichte
Im Jahr 1308 wird erstmals eine Kirche in Berk urkundlich erwähnt. Bis ins 18. Jahrhundert war Berk eine Filialgemeinde der Pfarre St. Johann Baptist Kronenburg. 1713 erhielt die Filialgemeinde einen Vikar und seit 1719 durfte in der Filialkirche getauft werden. Zur eigenständigen Pfarrgemeinde wurde Berk im Jahre 1803 erhoben.
Außerdem ist Berk seit 1768 ein Wallfahrtsort. Die Wallfahrt zu den Vierzehn Nothelfern führte der Berker Adolf Scholzen ein, der aufgrund der Pest nach Rom pilgerte und dort die Bruderschaft der 14 Nothelfer kennenlernte. Die Wallfahrt findet seitdem in jedem Jahr an den Montagen zwischen Aschermittwoch und Ostermontag statt.
Seit 1905 gehörte zur Pfarrkirche der Kirchenchor St. Cäcilia Berk-Frauenkron. Dieser wurde 2022 wegen Mitgliedermangel aufgelöst.

## Baugeschichte
Eine erste Kirche in Berk bestand bereits im 12. Jahrhundert. Aus dieser Zeit stammen wesentliche Bauteile des Glockenturms. Diese Saalkirche wurde 1516 um einen gotischen, dreiseitig geschlossenen Chor und eine Sakristei erweitert. Im 16. und 18. Jahrhundert wurde das Langhaus erneuert. Ab 1719 durfte in der Filialkirche getauft werden.
Da das Gotteshaus für die gestiegene Bevölkerungsanzahl zu klein geworden war, plante der damalige Berker Pfarrer Hubert Windelschmidt 1934 einen Erweiterungsbau. Verwirklicht werden konnten die Pläne jedoch erst 1954. Am 12. Januar 1971 brannte die Kirche bis auf den gotischen Chor und den romanischen Turm gänzlich ab. So wurde um das Jahr 1973 ein neues Kirchenschiff nach Plänen der Aachener Architekten Fritz Jäncke und Erich Heyne errichtet. Am 30. September 1973 konnte das Gotteshaus schließlich durch den Aachener Bischof Johannes Pohlschneider geweiht werden.

## Ausstattung
Im Innenraum befinden sich ein Relief des Mainzer Künstlers Eberhard Linke mit der Darstellung der Vierzehn Nothelfer, ein Reliquiar der Vierzehn Nothelfer und ein Tabernakel von 1972. Des Weiteren befinden sich noch einige Heiligenfiguren mit Darstellungen des hl. Brictius von Tours (Pfarrpatron), der Muttergottes und des hl. Josef von Nazareth im Innern. An der Decke im Chor befinden sich zudem Abbildungen von Engeln und Rosen. Die Figur mit dem weißen Gewand stellt den hl. Bartholomäus dar. Des Weiteren befinden sich dort der hl. Andreas. Die Wappen mit der rot-weißen Einteilungen weisen auf den ehemaligen Malteser-Orden der Grafschaft Kronenburg hin, zu dem Berk bis 1803 angehörte.  Die Fenster im Chor schuf der Glasmaler Wilhelm de Graaff um 1954 und die Fenster des Kirchenschiffs entwarf Hubert Spierling 1994.

## Pfarrer
Folgende Priester waren bislang Pfarrer der Pfarrgemeinde St. Brictius:
| von – bis | Name                                       |
| --------- | ------------------------------------------ |
| 1924–1931 | Matthias Schmelzer                         |
| 1931–1937 | Hubert Windelschmidt                       |
| 1937–1962 | Otto Bonsiepe                              |
| 1963–1969 | Peter Sieberichs                           |
| 1969–1985 | Joseph Dunkel                              |
| 1985–1986 | Theodor Tümmler                            |
| 1986–2002 | Heinrich Reidt                             |
| 2002–2010 | Michael Brandau                            |
| 2010–2019 | Matthäus Zuska                             |
| seit 2019 | Matthäus Zuska und Andreas Züll in solidum |